# マーキュリーカップ
マーキュリーカップは、岩手県競馬組合が盛岡競馬場ダート2000メートルで施行するダートグレード競走（統一JpnIII）である。正式名称は農林水産大臣賞典 メイセイオペラ記念 マーキュリーカップと表記される。競走名は太陽系第1惑星である水星を意味するマーキュリー（Mercury）から。

## 概要

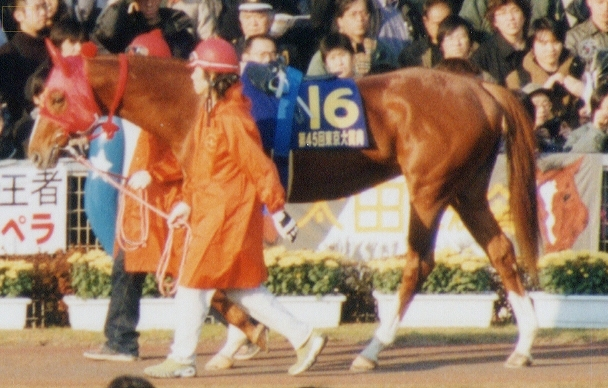
メイセイオペラ（1994 - 2016）

1997年に創設された中央・地方全国指定交流競走で、第1回よりダート競走格付け委員会によって統一GIIIに格付けされている。
第1回は水沢競馬場のダート2000mで施行された。第4回目の2000年より施行競馬場を盛岡競馬場に変更し現在に至っている。なお、距離の変更は創設以降行われていない。
例年海の日に開催されており、岩手競馬の夏の風物詩となっている（ただし、祝日法が改正される2003年以前において海の日が土曜日となった第1回と第6回を除く）。なお、2020年の第24回及び2021年の第25回は平日開催となる。
また、岩手競馬で年度の最初に行われる交流重賞競走でもある。
地方勢の優勝は2015年まで第2回のメイセイオペラ（水沢）と第19回のユーロビート（大井）の2頭である。また、3歳馬も出走可能であるがこれまでに優勝したことはない。
2019年と2020年は農林水産大臣賞がつかず、「メイセイオペラ記念 マーキュリーカップ」の名称で行われた。

### 条件・賞金等（2025年）
出走資格
サラブレッド系3歳以上、指定交流。
- みちのく大賞典の優勝馬に、本競走への優先出走権が付与されている。

負担重量
3歳50kg、4歳以上54kg、牝馬2kg減を基本に、更に以下のように斤量が課せられる。ただし2歳時の成績は対象外。
1. 本年7月16日以前のGI・JpnI競走優勝馬は5kg増、GII・JpnII競走優勝馬は3kg増、GIII・JpnIII競走優勝馬1kg増。
2. 上記重量に加え、G及びJpn競走を通算3勝以上している馬は1kg増で、さらに2勝ごとに1kg増。
3. 負担重量の上限は3歳56kg、4歳以上60㎏、牝馬2kg減。

賞金等
賞金額は1着3000万円、2着1050万円、3着600万円、4着390万円、5着210万円、着外手当は6着45万円、7着30万円、8着以下15万円。
副賞
農林水産大臣賞、日本中央競馬会理事長賞、日本馬主協会連合会長奨励賞、日本地方競馬馬主振興協会会長賞、岩手県馬主会会長賞、地方競馬全国協会理事長賞、全国公営競馬主催者協議会会長賞、NAR生産牧場賞、岩手県知事賞、開催執務委員長賞

### 過去の賞金額
| 回数             | 総額 | 1着  | 2着  | 3着 | 4着 | 5着 |
| ---------------- | ---- | ---- | ---- | --- | --- | --- |
| 第1回（1997年）  | 5550 | 3000 | 1200 | 600 | 450 | 300 |
| 第2回（1998年）  | 5550 | 3000 | 1200 | 600 | 450 | 300 |
| 第3回（1999年）  | 5250 | 3000 | 1050 | 510 | 390 | 300 |
| 第4回（2000年）  | 5250 | 3000 | 1050 | 510 | 390 | 300 |
| 第5回（2001年）  | 5100 | 3000 | 900  | 510 | 390 | 300 |
| 第6回（2002年）  | 5100 | 3000 | 900  | 510 | 390 | 300 |
| 第7回（2003年）  | 5100 | 3000 | 900  | 510 | 390 | 300 |
| 第8回（2004年）  | 5100 | 3000 | 900  | 510 | 390 | 300 |
| 第9回（2005年）  | 5100 | 3000 | 900  | 510 | 390 | 300 |
| 第10回（2006年） | 5100 | 3000 | 900  | 510 | 390 | 300 |
| 第11回（2007年） | 5100 | 3000 | 900  | 510 | 390 | 300 |
| 第12回（2008年） | 4650 | 3000 | 750  | 450 | 300 | 150 |
| 第13回（2009年） | 3750 | 2500 | 575  | 325 | 225 | 125 |
| 第14回（2010年） | 3450 | 2300 | 529  | 299 | 207 | 115 |
| 第15回（2011年） | 3450 | 2300 | 529  | 299 | 207 | 115 |
| 第16回（2012年） | 3450 | 2300 | 529  | 299 | 207 | 115 |
| 第17回（2013年） | 3450 | 2300 | 529  | 299 | 207 | 115 |
| 第18回（2014年） | 3450 | 2300 | 529  | 299 | 207 | 115 |
| 第19回（2015年） | 3450 | 2300 | 529  | 299 | 207 | 115 |
| 第20回（2016年） | 3450 | 2300 | 529  | 299 | 207 | 115 |
| 第21回（2017年） | 3450 | 2300 | 529  | 299 | 207 | 115 |
| 第22回（2018年） | 3450 | 2300 | 529  | 299 | 207 | 115 |
| 第23回（2019年） | 3565 | 2300 | 598  | 322 | 230 | 115 |
| 第24回（2020年） | 3680 | 2300 | 644  | 368 | 230 | 138 |
| 第25回（2021年） | 3910 | 2300 | 805  | 460 | 230 | 115 |
| 第26回（2022年） | 4760 | 2800 | 980  | 560 | 280 | 140 |
| 第27回（2023年） | 5250 | 3000 | 1050 | 600 | 390 | 210 |
| 第28回（2024年） | 5250 | 3000 | 1050 | 600 | 390 | 210 |

## 歴史
- 1997年 - 水沢競馬場のダート2000mの4歳（現3歳）以上の別定重賞（統一GIII）競走マーキュリーカップとして創設。
- 2000年
  - 施行競馬場を盛岡競馬場に変更。
  - オースミジェットが初の連覇を達成。
- 2007年 - 国際セリ名簿基準委員会（ICSC）の勧告に伴う重賞の格付け表記の変更により、統一グレード表記をJpnIIIに変更。
- 2011年
  - この年から、負担重量の算定方法が現行の基準に変更される。
  - 標準となる斤量を2kg減。
  - グレードレース勝利数を基準とする加算斤量および上限を設定。
- 2016年 - 元・岩手競馬所属で1998年の本競走優勝馬メイセイオペラの死去を受け、「メイセイオペラ追悼レース」の副称をつけて施行[5]。
- 2017年 - この年から、「（メイセイオペラ記念）」の副称をつけて施行[6]。

### 歴代優勝馬
全てダート2000mで施行
| 回数   | 施行日        | 競馬場 | 優勝馬             | 性齢 | 所属 | タイム  | 優勝騎手 | 管理調教師 | 馬主                             |
| ------ | ------------- | ------ | ------------------ | ---- | ---- | ------- | -------- | ---------- | -------------------------------- |
| 第1回  | 1997年7月21日 | 水沢   | パリスナポレオン   | 牡6  | JRA  | 2:13.0  | 田中勝春 | 伊藤修司   | 巴山勝文                         |
| 第2回  | 1998年7月20日 | 水沢   | メイセイオペラ     | 牡4  | 水沢 | 2:09.0  | 菅原勲   | 佐々木修一 | （有）明正商事                   |
| 第3回  | 1999年7月20日 | 水沢   | オースミジェット   | 牡5  | JRA  | R2:06.7 | 四位洋文 | 白井寿昭   | 山路秀則                         |
| 第4回  | 2000年7月20日 | 盛岡   | オースミジェット   | 牡6  | JRA  | 2:06.8  | 四位洋文 | 白井寿昭   | 山路秀則                         |
| 第5回  | 2001年7月20日 | 盛岡   | ミラクルオペラ     | 牡4  | JRA  | 2:05.3  | 幸英明   | 領家政蔵   | 西森鶴                           |
| 第6回  | 2002年7月22日 | 盛岡   | プリエミネンス     | 牝5  | JRA  | 2:06.4  | 柴田善臣 | 伊藤圭三   | （有）グランド牧場               |
| 第7回  | 2003年7月21日 | 盛岡   | ディーエスサンダー | 牡4  | JRA  | 2:04.4  | 勝浦正樹 | 藤原辰雄   | 秋谷壽之                         |
| 第8回  | 2004年7月19日 | 盛岡   | スナークレイアース | 牡9  | JRA  | 2:05.8  | 小野次郎 | 川村禎彦   | 杉本仙次郎                       |
| 第9回  | 2005年7月18日 | 盛岡   | ピットファイター   | 牡6  | JRA  | 2:05.8  | 安藤勝己 | 加藤征弘   | 臼田浩義                         |
| 第10回 | 2006年7月17日 | 盛岡   | クーリンガー       | 牡7  | JRA  | 2:07.0  | 和田竜二 | 岩元市三   | 林進                             |
| 第11回 | 2007年7月16日 | 盛岡   | シャーベットトーン | 牡5  | JRA  | 2:04.0  | 吉田豊   | 奥平雅士   | （有）社台レースホース           |
| 第12回 | 2008年7月21日 | 盛岡   | サカラート         | 牡8  | JRA  | 2:05.1  | 中舘英二 | 石坂正     | （有）サンデーレーシング         |
| 第13回 | 2009年7月20日 | 盛岡   | マコトスパルビエロ | 牡5  | JRA  | 2:04.0  | 安藤勝己 | 鮫島一歩   | 眞壁明                           |
| 第14回 | 2010年7月19日 | 盛岡   | カネヒキリ         | 牡8  | JRA  | 2:04.8  | 横山典弘 | 角居勝彦   | 金子真人ホールディングス（株）   |
| 第15回 | 2011年7月18日 | 盛岡   | ゴルトブリッツ     | 牡4  | JRA  | 2:04.2  | 川田将雅 | 吉田直弘   | （有）キャロットファーム         |
| 第16回 | 2012年7月16日 | 盛岡   | シビルウォー       | 牡7  | JRA  | R2:02.1 | 岩田康誠 | 戸田博文   | （有）社台レースホース           |
| 第17回 | 2013年7月15日 | 盛岡   | ソリタリーキング   | 牡6  | JRA  | 2:03:1  | 福永祐一 | 石坂正     | （有）サンデーレーシング         |
| 第18回 | 2014年7月21日 | 盛岡   | ナイスミーチュー   | 牡7  | JRA  | R2:01.9 | 小牧太   | 橋口弘次郎 | （株）ダノックス                 |
| 第19回 | 2015年7月20日 | 盛岡   | ユーロビート       | 騸6  | 大井 | 2:07.8  | 吉原寛人 | 渡邉和雄   | 吉田和美                         |
| 第20回 | 2016年7月18日 | 盛岡   | ストロングサウザー | 牡5  | JRA  | 2:02.4  | 田辺裕信 | 久保田貴士 | 村木篤                           |
| 第21回 | 2017年7月17日 | 盛岡   | ミツバ             | 牡5  | JRA  | 2:02.1  | 松山弘平 | 加用正     | （株）協栄                       |
| 第22回 | 2018年7月16日 | 盛岡   | ミツバ             | 牡6  | JRA  | 2:03.5  | 松山弘平 | 加用正     | （株）協栄                       |
| 第23回 | 2019年7月15日 | 盛岡   | グリム             | 牡4  | JRA  | 2:03.2  | 武豊     | 野中賢二   | （株）カナヤマホールディングス   |
| 第24回 | 2020年7月21日 | 盛岡   | マスターフェンサー | 牡4  | JRA  | 2:03.0  | 川田将雅 | 角田晃一   | （株）吉澤ホールディングス       |
| 第25回 | 2021年7月20日 | 盛岡   | マスターフェンサー | 牡5  | JRA  | 2:05.7  | 松山弘平 | 角田晃一   | （株）吉澤ホールディングス       |
| 第26回 | 2022年7月18日 | 盛岡   | バーデンヴァイラー | 牡4  | JRA  | 2:02.5  | 福永祐一 | 斉藤崇史   | （有）キャロットファーム         |
| 第27回 | 2023年7月17日 | 盛岡   | ウィルソンテソーロ | 牡4  | JRA  | 2:01.8  | 川田将雅 | 小手川準   | 了徳寺健二ホールディングス（株） |
| 第28回 | 2024年7月15日 | 盛岡   | クラウンプライド   | 牡5  | JRA  | 2:03.8  | 横山武史 | 新谷功一   | 吉田照哉                         |
| 第29回 | 2025年7月21日 | 盛岡   | カズタンジャー     | 牡4  | JRA  | 2:03.9  | 川田将雅 | 新谷功一   | 吉田和美                         |

- レースレコード - 2:01.8（第27回優勝馬ウィルソンテソーロ）
- タイム欄のRはコースレコードを示す。

#### 各回競走結果の出典
- マーキュリーカップ 歴代優勝馬 - 地方競馬全国協会
- JBISサーチ
  - 1997年、1998年、1999年、2000年、2001年、2002年、2003年、2004年、2005年、2006年、2007年、2008年、2009年、2010年、2011年、2012年、2013年、2014年、2015年、2016年、2017年、2018年、2019年、2020年、2021年、2022年、2023年、2024年